# Heaven and Hell (trò chơi điện tử)
Heaven and Hell là tựa game chiến lược theo lượt do hãng MadCat Interactive phát triển và CDV Software phát hành vào năm 2003.

## Cốt truyện
Sau cơn Đại hồng thủy trước công nguyên, những sinh vật sống sót trên con thuyền Nôê bắt đầu gầy dựng cuộc sống mới đầy gian truân, khắc nguyệt. Người cổ xưa thỉnh thoảng có dịp tiếp xúc với những vị thần linh tốt bụng và dâng hiến tất cả niềm tin, hy vọng đạt được cuộc sống ấm no và hạnh phúc. Song những vị thần bóng tối lại luôn tim cách lôi kéo kẻ tâm địa xấu nhằm lấn át phe thiện và tìm cách thống trị trái đất.

## Lối chơi
Heaven and Hell cho phép người chơi có thể chọn vai vị thần tối thượng tốt bụng hay tay sai của thế lực bóng tối để rồi chiến đấu khốc liệt nhằm bảo vệ giang sơn. Tuy nhiên, vị thần quyền năng tối thượng lại không có nhiều phép thuật, chỉ có phép sấm sét, động đất, bệnh dịch… nhưng tiêu hao rất nhiều mana; nguồn năng lượng chính để pháp sư thi triển phép thuật. Mỗi khi bắt đầu màn mới, người chơi chỉ có một lượng Mana giới hạn để thu phục những ngôi làng, mở rộng địa bàn. Thu phục càng nhiều làng thì càng có thêm nhiều Mana. Để cụ thể hóa quyền năng mà một vị chúa trời phải có, người chơi sẽ được trang bị những phép thuật cần thiết. Khi mà dân chúng thờ cúng người chơi đầy đủ thì họ sẽ có một cuộc sống không khác gì trên thiên đường nhưng nếu vô ý hoặc tỏ ra bất kính với thần linh thì hãy coi chừng, những phép thuật đã từng che chở họ sẽ biến thành thiên tai địch họa như: mưa,bão,sấm-chớp, họa cào cào châu chấu, dịch bệnh sẽ tràn lan khắp nơi.
Người chơi không thể làm phép trực tiếp lên dân làng mà phải nhờ bảy vị pháp sư tài năng đại diện cho lòng tin, chiến đấu, buôn bán, xây dựng… Họ sẽ chiến đấu và truyền đạt phép màu cho người chơi. Baptisopon là vị pháp sư có tài hung biện và phép màu kỳ diệu quan trọng nhất vào đầu trò chơi bởi khi ấy, người chơi cần một người truyền giáo đáng tin cậy để gây dựng niềm tin nơi dân làng. Sau khi thu phục dân làng, người chơi có thể biến ngôi nhà của họ thành cỗ máy tạo mana, tạo long trung thành… Trong khi đó Beat Obón vừa chịu trách niệm đào tạo quân lính đối phó kẻ thù vừa trừng phạt những dân làng nào cứng đầu không chịu khuất phục. Những để lập nên chiến thắng, đẩy lùi kẻ thù ra khỏi vùng đất thiêng, người chơi cần vận dụng uyển chuyển phép thuật của các vị pháp sư bởi địch thủ (do máy điều khiển rất thông minh và mưu lược.